# Santiago Yosondúa
Santiago Yosondúa es un pueblo y cabecera del municipio homónimo, ubicado en el distrito de Tlaxiaco, el cual forma parte de la región mixteca del estado mexicano de Oaxaca.

## Geografía
La localidad se sitúa en las coordenadas geográficas 16°52′20″N 97°34′35″O / 16.872222, -97.576389, a una elevación de 2,199 metros sobre el nivel del mar.

## Demografía
Según el Conteo de Población y Vivienda 2020, efectuado por el Instituto Nacional de Estadística y Geografía, la localidad tiene 1,490 habitantes, de los cuales 651 son del sexo masculino y 839 del sexo femenino. Su tasa de fecundidad es de 2.43 hijos por mujer y tiene 435 viviendas particulares habitadas.
| Gráfica de evolución demográfica de Santiago Yosondúa entre 1900 y 2020 |
|                                                                         |
| INEGI.                                                                  |